# Saint-Sernin-lès-Lavaur
 Saint-Sernin-lès-Lavaur  es una población y comuna francesa, ubicada en la región de Mediodía-Pirineos, departamento de Tarn, en el distrito de Castres y cantón de Puylaurens.

## Demografía
| 110 | 82 | 94 | 74 | 79 | 96 |
| Para los censos de 1962 a 1999 la población legal corresponde a la población sin duplicidades (Fuente: INSEE [Consultar]) |    |    |    |    |    |